# Agenzia per la protezione dell'ambiente e per i servizi tecnici
L'APAT, acronimo di Agenzia per la protezione dell'ambiente e per i servizi tecnici, era un'agenzia governativa nazionale italiana costituita per svolgere compiti e attività tecnico scientifiche di protezione dell'ambiente, tutela delle risorse idriche e difesa del suolo.

## APAT
L'APAT era stata istituita con il decreto legislativo n. 300 del 30 luglio 1999 fondendo l'Agenzia nazionale per la protezione dell'ambiente (ANPA) e il Dipartimento per i servizi tecnici nazionali della Presidenza del Consiglio, istituito con la Legge 183/89 (Art.9). Dipendeva dal Ministero dell'Ambiente e della Tutela del Territorio.
Il 26 ottobre 2006, a seguito della riforma dell'Agenzia introdotta dall'articolo 20 del decreto legge 3 ottobre 2006, per garantirne senza interruzione l'operatività, il Presidente del Consiglio dei Ministri, con proprio decreto, nominava l'avv. Giancarlo Viglione Commissario straordinario dell'APAT, con poteri di ordinaria e straordinaria amministrazione.

## ISPRA
Con la Legge 6 agosto 2008 n. 133 di conversione, con modificazioni, del Decreto legge 25 giugno 2008 n. 112 i tre enti controllati dal ministero dell'Ambiente l'APAT, l'INFS (Istituto nazionale per la fauna selvatica) e l'ICRAM (Istituto centrale per la ricerca scientifica e tecnologica applicata al mare) sono accorpati nel nuovo ente denominato ISPRA (Istituto superiore per la protezione e la ricerca ambientale).